# Бог – це куля
«Бог — це куля» (англ. God Is a Bullet) — американський ганстерський трилер режисера Ніка Кассаветіса за однойменним романом Бостона Терана. У фільмі знялися Ніколай Костер-Вальдау, Майка Монро, Джеймі Фокс, Дженьюарі Джонс та Ендрю Дайс Клей. Прем'єра фільму в кінотеатрах США відбулася 23 червня 2023 року.

## Сюжет
Колишню дружину заступника детектива Боба Гайтавера вбивають, а його доньку викрадають члени сатанинського культу. Офіційне розслідування цих злочинів рухається погано, тому Боб йде з поліції, робить татуювання і намагається впровадитись у культ, щоб вистежити його лідера, Сайруса. У цьому йому допомагає одна з жертв культу, Кейс Гардін — єдина, кому вдалося втекти з цієї секти .

## У ролях
- Ніколай Костер-Вальдау — Боб Гайтавер[5]
- Майка Монро — Кейс Гардін[6]
- Джеймі Фокс[2] — перевізник
- Дженьюарі Джонс[2] — Морін
- Ендрю Дайс Клей[2]
- Карл Ґлусман[7] — Сайрус[8]
- Девід Торнтон[7] — Артур
- Пол Йоханссон[7] — Джон Лі
- Джонатан Такер[7] — Еррол Грей
- Ітан Саплі[7] — Гаттер[9]
- Гарретт Уерінг[7] — Вуд
- Брендан Секстон III[7] — «бабусин хлопчик»
- Вірджинія Кассаветіс[7] — Єлена
- Хлої Гай[7] — Габі

## Виробництво
Зйомки почалися в Мехіко в травні 2021 року і завершилися в Нью-Мексико в серпні того ж року .
Прем'єра фільму в кінотеатрах США відбулася 23 червня 2023 року, а 11 липня 2023 року фільм вийшов на цифрових платформах .

## Реакція
Роберт Абель з Los Angeles Times вважав фільм стомлюючим і порівняв його з «пересмаженою стравою» . На думку автора Screen Rant Гранта Херманса, у Кассаветіса вийшла сильна робота, яка надалі здатна претендувати на культовий статус .